# Reserva nacional San Fernando
La Reserva Nacional San Fernando (RNSF) está ubicada en parte de los distritos de Santiago (provincia de Ica), Changuillo, Nazca y Marcona (provincia de Nazca) en el departamento de Ica. Su extensión es de 154,716.37 hectáreas. Comprende dos sectores muy diferentes entre sí. En el lado norte se encuentra una zona relativamente accesible, conformada por las desembocaduras de los ríos Ica y Grande, los cuales colorean el gran desierto iqueño con sus bosques ribereños. También se ubican algunas playas de arena donde se forman humedales estacionales cercanos a la Punta Caballas. La parte sur comprende la ensenada de San Fernando, las lomas costeras y los inaccesibles acantilados del cerro Huasipara. Este cerro es el más alto de la costa peruana (1790 m s. n. m.), el cual es alzado por la placa de Nazca al chocar con la Continental.

## Flora y fauna
La Zona reservada San Fernando es la única zona de conservación para especies endémicas y típicas del mar peruano. A lo largo de todo el litoral, existen bahías, islas y ensenadas donde aún habita fauna marina en peligro de extinción, debido sobre todo a la sobreexplotación de los recursos y la contaminación. Uno de estos lugares es la ensenada de San Fernando, a 470 km al sur de Lima, en el distrito de Marcona, departamento de Ica.
En la península de San Fernando convergen tres clases de ecosistemas: el mar, el desierto y las lomas. Por lo tanto, es una zona donde se han formado cadenas de alimentación entre la biodiversidad de especies que pertenecen a cada uno de estos ecosistemas. Por ejemplo, en la temporada cuando las hembras de lobo marino chusco (Otaria byronia) y fino (Arctocephalus australis) alumbran, se observan cóndores (Vultur gryphus) sobrevolando la península para alimentarse de las placentas que avistan. La especie Arctocephalus australis está considerada como especie en vía de extinción y las especies Otaria byronia y Vultur gryphus están consideradas como especies en situación vulnerable (INRENA, D.S. No 013-99-AG, 1999); sin embargo, en San Fernando aún habitan dentro de un sistema de vida que logra mantener su equilibrio.
Entre los acantilados y riscos se encuentran anidando las inmensas bandadas de aves endémicas, residentes comunes y migratorias. Por ejemplo, chuitas (Phalacrocorax gaimardi), guanayes (Phalacrocorax bougainvillea), pelícanos (Pelecanus thagus), gallinazos de cabeza roja (Cathartes aura), zarcillos (Larosterna inca) y marisqueros (Cinclodes taczanowskii). Los lobos marinos y el pingüino de Humboldt (Spheniscus humboldti), propio sólo del litoral peruano por la Corriente de Humboldt, viven en las islas y playas de la zona. Este último también está considerado como una especie próxima a desaparecer.

## Actividades de interés
La ensenada de San Fernando es el principal atractivo turístico de la zona. También es importante la zona de Punta Caballa junto a la desembocadura de Rio Grande (Ica).